# 福田泰久
福田 泰久（ふくだ やすひさ、1946年8月23日 - ）は、日本の経営者。センコー社長、会長を務めた。

## 経歴
大阪府出身。1969年に関西大学法学部を卒業し、同年に扇興運輸(現在のセンコー)に入社。
1993年6月に取締役に就任し、1997年6月に常務、2003年6月に副社長を経て、2004年6月には社長に就任。2022年4月に会長に就任。
2022年に大倉喜七郎賞を受賞。扇興杯女流囲碁最強戦及び国際戦のSENKO CUPワールド碁女流最強戦の創設に尽力し、SENKO CUPに併せて女流ティーンエージャー棋士トーナメント戦（非公式戦）、世界女流アマ最強戦ネット囲碁トーナメントを開催するなど囲碁普及にも努めていることが評価された。また「囲碁は頭のスポーツ」と囲碁を嗜み、自らアマチュア七段の認定を受けていた。